# Fahrenheitº (revista)
FAHRENHEITº es una revista bimestral de arte contemporáneo y estilo de vida abordando el tema desde diversas disciplinas del arte,  la crítica y la teoría. Fue fundada en Ciudad de México en 2003 por Rubén Marshall Tikalova. Cuenta con un portal de Internet abierto en 2009 donde presenta noticias del mundo del arte y la cultura en español, inglés y francés. La revista está dirigida a todo tipo de público.

## Contenido
La revista contiene de forma balanceada artículos de opinión, presentación de artistas, manifestaciones y movimientos, junto con temas relativos al estilo de vida. La revista cuenta con cuatro secciones:
- Intro: Introduce al lector al tema de la edición de la mano de escritores reconocidos por medio de tres artículos: Tesis, Antítesis, y Síntesis.[3]
- Arte: Desarrolla el tema de la edición desde la perspectiva de las diferentes manifestaciones del arte y la cultura: artes visuales, cine, artes escénicas, música, literatura, arquitectura. Presentando tanto el trabajo de artistas, escritores, o curadores: Museo de papel, Portafolio,[4][5][6] Laboratorio,[7] Desde el exilio, como artículos y entrevistas que analizan el trabajo de los profesionales de las artes: Perfil, Cine (por la Cineteca Nacional México), Sonoro, Arte web y Arquitectura.
- Galería: Analiza exposiciones recientes, eventos de interés y el mercado del arte: Galería, Coberturas especiales, Mercado del arte (por Sotheby's Nueva York).
- Contemporáneo: Finaliza el tema de la revista con secciones sobre estilo de vida: Moda, Diseño, Latitud, Cubo blanco México e Internacional (cartelera de eventos), Alta cocina y Vinos. La revista concluye con un espacio dedicado a los lectores donde son invitados a compartir una foto para que los demás lectores la conozcan.

## Sitio de Internet
El sitio de internet es un canal de noticias de arte y estilo de vida tanto de México, como de otras partes del mundo, por lo que diariamente presenta información nueva en sus distintas secciones.